# Heinz-Günter Stamm
Heinz-Günter Herbert Richard Stamm, manchmal auch Heinz Günter Stamm, Heinz-Günther Stamm, Heinz Günther Stamm, Günther Stamm und Günter Stamm, (* 17. Dezember 1907 in Marienburg/Westpreußen; † 22. Juni 1978 in München) war ein deutscher Schauspieler, Hörspielsprecher und Regisseur, vorwiegend beim Theater und bei Hörspielproduktionen.

## Biografie
Er kam 1907 als Sohn von Richard Stamm und seiner Ehefrau im westpreußischen Marienburg zur Welt. Seine Schauspielausbildung absolvierte er an der Schauspielschule Berlin. Danach ging er als Schauspieler zunächst für fünf Jahre nach Hamburg und anschließend an das Nationaltheater Weimar, wo er ebenfalls fünf Jahre lang tätig war. Nach dem Zweiten Weltkrieg kam er über Berlin nach Stuttgart. Spätestens seit dieser Zeit war er auch als Theaterregisseur tätig. Danach ging er an die Kleine Komödie in München, wo er vorwiegend Regie führte.
Seit 1946 war Stamm eng mit dem Bayerischen Rundfunk verbunden. Von 1949 bis zu seinem Renteneintritt 1972 war er als Hörspielregisseur beim Sender angestellt. Jedoch hatte er auch noch nach 1972 Arbeiten für den BR abgeliefert. Er produzierte eine sehr große Anzahl von Hörspielen, darunter auch die Reihe Seinerzeit Ausverkauft, die mindestens 36 Hörspiele umfasste, darunter z. B. Die spanische Fliege (1960) von Arnold und Bach, mit Bruno Fritz, Erika von Tellmann und Bum Krüger, Die göttliche Jette (1961) mit Maria Sebaldt, Inge Meysel und Edith Hancke, Pension Schöller (1963) von Wilhelm Jacoby und Carl Laufs, mit Heinz Erhardt, Annemarie Holtz und Ilselore Eberhard und Der Mustergatte (1974) mit Walter Giller, Monika Peitsch und Klaus Löwitsch. In den 1960er Jahren entstanden unter seiner Regie auch mehrere Kriminalhörspiele um den englischen Privatdetektiven Sherlock Holmes, welche nach Vorlagen von Arthur Conan Doyle entstanden sind und bei denen Peter Pasetti jeweils die Titelrolle sprach. Über den fiktiven Pariser Kommissar Maigret brachte er 1961 eine weitere Krimiserie, die nach den Romanen von Georges Simenon entstanden sind, heraus. Hier sprach Paul Dahlke die Hauptrolle. Er war aber auch in anderen Genres zu Hause. So entstanden unter seiner Leitung mehrere Hörspiele, die auf Vorlagen von klassischen Dichtern wie beispielsweise Johann Wolfgang von Goethe, Friedrich Schiller, William Shakespeare und Lew Nikolajewitsch Tolstoi beruhten. Vor allem in den frühen Jahren beim BR trat er gelegentlich auch als Hörspielsprecher in Erscheinung. So sprach er 1948 neben Anneliese Fleyenschmidt die Titelrolle in dem von Helmut Brennicke für den Funk bearbeiteten Schauspiel Der wundertätige Magus von Pedro Calderón de la Barca. Bei Film und Fernsehen war er anscheinend nur sehr selten als Regisseur tätig.
Heinz-Günter Stamm war in erster Ehe mit der Schauspielerin Ingrid Pan verheiratet, die auch häufig unter seiner Regie als Sprecherin agierte. Seine zweite Frau war die Produzentin und Regisseurin Anke Beckert, geborene Poetzel. Die Eheschließung fand am 12. Dezember 1962 statt.
Seine letzte Ruhestätte befindet sich auf dem Münchner Nordfriedhof im Gräberfeld 97, Reihe U2, Grab-Nr. 103. Das Grab existiert noch.

## Filmografie
- 1962: Kaum zu glauben – Fernsehfilm (Regie)

## Hörspiele (Auswahl)

### Als Regisseur
- 1945: Des Meeres und der Liebe Wellen – Autor: Franz Grillparzer (auch Funkbearbeitung) (Berliner Rundfunk)
- 1949: Effi Briest – Autor: Theodor Fontane (BR)
- 1949: So war Mama – Autor: John William van Druten
- 1949: Des Meeres und der Liebe Wellen – Autor: Franz Grillparzer
- 1949: Liebe auf den ersten Blick
- 1949: Die Sache, die sich Liebe nennt
- 1949: Falsch verbunden – Autorin: Lucille Fletcher
- 1949: Das Floß der Medusa
- 1949: Ein Weihnachtslied
- 1950: Ein Sommernachtstraum – Autor: William Shakespeare
- 1950: Freundinnen
- 1950: Nichts von Bedeutung – Autor: Dietmar Schönherr
- 1950: Station D im Eismeer
- 1950: Drei Männer im Schnee – Autor: Erich Kästner
- 1951: Die verlorenen Jahre
- 1951: Wasser für Canitoga
- 1951: Der Bahnwärter – Autor: Charles Dickens (RB)
- 1951: Der große Nachtgesang
- 1951: Peterchens Mondfahrt
- 1952: Das Lied der Wildgänse
- 1952: Der Teufel (2 Teile)
- 1952: Das Geheimnis
- 1952: Das kleine Hofkonzert
- 1952: Die versunkene Glocke – Autor: Gerhart Hauptmann
- 1953: Lilofee
- 1953: Heute Nacht in Samarkand
- 1953: Don Carlos – Autor: Friedrich Schiller
- 1953: Abschied in Taganrog
- 1953: Der Apollo von Bellac
- 1954: Das Mädchen aus Blois
- 1954: Pole Poppenspäler – Autor: Theodor Storm
- 1954: Der Hauptmann von Köpenick – Autor: Carl Zuckmayer
- 1955: Verwehte Spuren – Autor: Hans Rothe
- 1955: Die Glücklichen
- 1955: Die Karlsschüler
- 1955: Bunbury – Autor: Oscar Wilde
- 1955: Im Stall zu Bethlehem – Autor: Paul Alverdes
- 1956: Gespenster – Autor: Henrik Ibsen
- 1956: Der Schwan – Autor: Franz Molnár
- 1956: Zwischen Erde und Himmel – Autor: Hans Rothe
- 1956: Schnee auf dem Kilimandscharo – Autor: Ernest Hemingway
- 1956: Minna von Barnhelm Autor: Gotthold Ephraim Lessing
- 1956: Die kleine Seejungfrau – Autor: Hans Christian Andersen
- 1957: Die Ballade vom halben Jahrhundert – Autor: Leopold Ahlsen
- 1957: Der Mensch im Schilderhaus
- 1957: Macbeth – Autor: William Shakespeare
- 1957: Egmont
- 1957: Der veruntreute Himmel Autor: Franz Werfel
- 1958: Wilhelm Tell – Autor: Friedrich Schiller
- 1958: Nicht alles glänzt, was Gold ist
- 1958: Menschen im Hotel – Autorin: Vicki Baum
- 1958: Alt-Heidelberg – Autor: Wilhelm Meyer-Förster
- 1958: Lauter Engel um Monsieur Jacques
- 1958: Kettchen
- 1958:  Götz von Berlichingen mit der eisernen Hand
- 1959: Das Lied der Drehorgel
- 1959: Die Waise von Lowood
- 1959: Der Raub der Sabinerinnen
- 1959: Die deutschen Kleinstädter oder Ein Mann kommt in die Stadt – Autor: August von Kotzebue
- 1959: Das Lied von Bernadette – Autor: Franz Werfel
- 1959: Die Räuber – Autor: Friedrich Schiller
- 1959: Die Weber – Autor: Gerhart Hauptmann
- 1960: Katjuscha (nach dem Roman Auferstehung)
- 1960: Die Lachmöwe
- 1960: Das Käthchen von Heilbronn oder Die Feuerprobe – Autor: Heinrich von Kleist
- 1960: Peter Voss, der Millionendieb
- 1960: Die Falle (3 Teile)
- 1961: Kean oder Genie und Leidenschaft
- 1961: Maigret und die Bohnenstange
- 1961: Maigret und der gelbe Hund
- 1961:  Maigret und die Unbekannte
- 1961: Maigret und sein Revolver
- 1961: Maigret und die Groschenschenke
- 1961: Maigret und seine Skrupel
- 1961: Alle Macht der Erde – Autor: Leopold Ahlsen
- 1962: Ein idealer Gatte – Autor: Oscar Wilde
- 1962: Kaum zu glauben – Autor: Francis Durbridge
- 1962: Lily Dafon – Eine Pariser Komödie
- 1962: Sherlock Holmes spannt aus – Autor: Arthur Conan Doyle
- 1962: Der goldene Klemmer – Autor: Arthur Conan Doyle
- 1962: Der blaue Karfunkel oder Die Weihnachtsgans – Autor: Arthur Conan Doyle
- 1963: Das getupfte Band – Autor: Arthur Conan Doyle
- 1963: Sherlock Holmes auf Freiersfüßen – Autor: Arthur Conan Doyle
- 1963: Vor Sonnenuntergang – Autor: Gerhart Hauptmann
- 1963: Das Wunder des heiligen Krispin
- 1963: Memoiren eines Butlers
- 1963: Der Mann mit der Hasenscharte – Autor: Arthur Conan Doyle
- 1963: Sherlock Holmes macht ein Experiment – Autor: Arthur Conan Doyle
- 1963: Silberstrahl – Autor: Arthur Conan Doyle
- 1963: Das Beryll-Diadem – Autor: Arthur Conan Doyle
- 1963: Die Kameliendame – Autor: Alexandre Dumas
- 1964: Die Ehre
- 1964: Brave Diebe
- 1965: Der illustre Klient – Autor: Arthur Conan Doyle
- 1965: Der kreidebleiche Soldat – Autor: Arthur Conan Doyle
- 1965: Der Daumen des Ingenieurs – Autor: Arthur Conan Doyle
- 1965: Der Kapitän
- 1965: Schachmatt – Autoren: Rolf und Alexandra Becker
- 1965: Duell um Aimée
- 1965: Der erste Frühlingstag
- 1965: Ikarus auf der Wolke
- 1965: Mosaik der Momente
- 1966: Der Hund von Baskerville – Autor: Arthur Conan Doyle
- 1966: Das Gras ist Grüner
- 1967: Eros und Psyche
- 1968: Eine Frau auf Zeit
- 1968: Das Musgrave-Ritual – Autor: Arthur Conan Doyle
- 1968: Das letzte Problem – Autor: Arthur Conan Doyle
- 1968: Das leere Haus – Autor: Arthur Conan Doyle
- 1969: Gestatten, mein Name ist Cox – Heißen Dank fürs kalte Büffet
- 1970: Die Feuerzangenbowle
- 1971: Radar-Kontrolle – Autor: Arnold E. Ott (BR)
- 1973: Rebecca – Autor: Daphne du Maurier
- 1974: Fein gegen Fein – Autor: Theo Lingen
- 1974: Bumerang
- 1974: Kidnapping – Autor: Theo Lingen (BR)
- 1977: Das Haus in Montevideo – Autor: Curt Goetz

### Als Sprecher
- 1948: Madame Legros – Regie: Walter Ohm
- 1948: Dantons Tod (Deputierter) – Regie: Walter Ohm
- 1948: Der wundertätige Magus (Magus) – Regie: Helmut Brennicke
- 1948: Herr Duval fällt die Treppe rauf – Regie: Helmut Brennicke
- 1955: Des Kaisers Nachtigall (Herold) (auch Regie)
- 1963: Memoiren eines Butlers (Absage) (auch Regie)